# 哈南·阿什拉维
哈南·阿什拉维（1946年10月8日—），巴勒斯坦教育學者、政治家。她因長期擔任巴勒斯坦官方發言人，因此幾乎是西方媒體最爲熟悉的巴勒斯坦人。另外，她是巴勒斯坦政界內的少數基督徒之一，為英國聖公會成員.1987年起，擔任巴勒斯坦自治政府的要職，先後擔任巴勒斯坦解放组织执行委員會委员、自治政府教育部長等職。
1998年，她以抗議腐敗為由，退出巴勒斯坦自治政府，不過仍致力促進耶路撒冷地區的人權。